# Kokomo (chanson)
Pour les articles homonymes, voir Kokomo.
Kokomo est une chanson interprétée par le groupe californien Les Beach Boys et sortie en 1988. Écrite par Mike Love, Scott McKenzie, Terry Melcher (le fils de Doris Day) et John Phillips, elle raconte le voyage d'un couple d'amoureux sur une île relaxante fictive des Caraïbes appelée Kokomo.
La chanson sort en single en juillet 1988 chez Elektra Records et devient rapidement no 1 des ventes de 45 tours aux États-Unis, au Japon et en Australie (où elle reste dans le haut du classement pendant deux mois). Kokomo figure sur la bande originale du film Cocktail, avec Tom Cruise et Elisabeth Shue. Elle est nommée pour le Grammy Award de la meilleure chanson de film en 1988 mais la récompense est attribuée à Two Hearts de Phil Collins (pour le film Buster). Celle-ci (ex aequo avec Let the River Run, interprétée par Carly Simon, du film Working Girl) bat à nouveau Kokomo au Golden Globe de la meilleure chanson originale

## Classements et certifications

### Classements hebdomadaires
| Classement (1988–1989)                 | Meilleure position |
| -------------------------------------- | ------------------ |
| Allemagne (Media Control AG)           | 7                  |
| Australie (ARIA)                       | 1                  |
| Belgique (Flandre Ultratop 50 Singles) | 19                 |
| Belgique (Flandre VRT Top 30)          | 13                 |
| Canada (30 Retail Singles)             | 3                  |
| Canada (100 Singles)                   | 13                 |
| États-Unis (Adult Contemporary)        | 5                  |
| États-Unis (Billboard Hot 100)         | 1                  |
| États-Unis (Cash Box)                  | 1                  |
| France (SNEP)                          | 6                  |
| Nouvelle-Zélande (RMNZ)                | 5                  |
| Pays-Bas (Nederlandse Top 40)          | 6                  |
| Pays-Bas (Single Top 100)              | 4                  |
| Pologne (Classements Singles)          | 40                 |
| Royaume-Uni (UK Singles Chart)         | 25                 |
| Suède (Sverigetopplistan)              | 14                 |
| Suisse (Schweizer Hitparade)           | 8                  |

| Chart (2012)                  | Peak position |
| ----------------------------- | ------------- |
| Japon (Japan Hot 100 Singles) | 84            |

| Chart (2013)                  | Peak position |
| ----------------------------- | ------------- |
| Japon (Japan Hot 100 Singles) | 49            |

### Classements annuels
| Classement (1988)              | Position |
| ------------------------------ | -------- |
| États-Unis (Billboard Hot 100) | 42       |
| États-Unis (Cash Box)          | 39       |

| Classement (1989)             | Position |
| ----------------------------- | -------- |
| Australie (ARIA)              | 9        |
| Pays-Bas (Nederlandse Top 40) | 59       |
| Pays-Bas (Single Top 100)     | 58       |

### Certifications
| Pays              | Certification | Date            | Ventes certifiées |
| ----------------- | ------------- | --------------- | ----------------- |
| Australie (ARIA)  | Platine       | 1989            | 70 000            |
| États-Unis (RIAA) | Platine       | 10 janvier 1989 | 1 000 000         |
| France (SNEP)     | Argent        | 1989            | 200 000           |

## Reprises
- Muppets reprise par Kermit the Frog sur l' album Muppet Beach Party de 1993 . Un clip vidéo a été produit pour coïncider avec l'album.
- Lilly Wood and the Prick en 2016
- Adam Green en 2003